# Hluboká (Sruby)
Hluboká (německy Hluboka) je malá vesnice a část obce Sruby v okrese Ústí nad Orlicí. Nachází se asi dva kilometry severozápadně od Srubů. Hluboká leží v katastrálním území Sruby o výměře 6,89 km².

## Historie
První písemná zmínka o vesnici pochází z roku 1789.